# ديساسبيدين
ديساسبيدين Desaspidin هو من مضادات الديدان، قد يتواجد في الطبيعة في بعض النباتات كسرخس الخشب الساحلي Dryopteris arguta. وتمت ملاحظة ودراسة التأثير المثبط له عن طريق فسفرة البلاستيدات الخضراء منذ 1950.

## الاستخدام
مضاد للطفيليات وهي فئة من الأدوية التي تستخدم لعلاج الأمراض الطفيلية مثل تلك التي تسببها الطفيليات الداخلية وهي عبارة عن كائنات حَيّة تستفيد من كائنات حيّة أخرى مثل الديدان. ويستخدم كطارد في منتجات مبيدات الحشرات، وكمايستخدم في علاج عدوى الدودة الوحيدة